# Layher
Layher är en tysk tillverkare av ställningssystem. Moderbolag i koncernen är Wilhelm Layher GmbH & Co. KG, ett tyskt familjeföretag som grundades 1945 och idag har fler än 2 200 anställda. Företaget  tillverkar och utvecklar byggnadsställningar i egna fabriker i Eibensbach i södra Tyskland. Layher är en originaltillverkare som 1965 lanserade ramställningen SpeedyScaf (på tyska Blitz Gerüst) som förändrade den tyska marknaden för byggnadsställningar. 1974 lanserade Layher modulställningen Allround och 2013 lanserades den fjärde versionen av detta system, Allround Lightweight, i höghållfast stål vilket möjliggör lägre godstjocklek och vikt. 
Layher är med sina dotterbolag etablerade i 42 länder. I Sverige säljer och marknadsför det helägda dotterbolaget Layher AB företagets produkter sedan 1986. 
Layher AB har huvudkontor i Upplands Väsby och ytterligare två servicedepåer i Partille samt i Kåge, har 30-tal anställda (2022). 